# Batotheca nigriceps
Batotheca nigriceps är en stekelart som först beskrevs av Cameron 1897.  Batotheca nigriceps ingår i släktet Batotheca och familjen bracksteklar. Inga underarter finns listade.